# Pseudapis platula
Pseudapis platula är en biart som först beskrevs av Warncke 1976.  Pseudapis platula ingår i släktet Pseudapis och familjen vägbin. Inga underarter finns listade i Catalogue of Life.